# Zastava M53
Zastava M53 je jugoslavenska strojnica opće namjene kojeg je proizvodila kragujevačka tvrtka Zastava Arms. M53 poznat je i pod nadimkom "Garonja". Nastao je na temelju obrnutog inženjeringa njemačke strojnice MG 42 te je zadržano streljivo kalibra 7.92×57mm Mauser. Zadržane su i ostale značajke njemačkog originala čime je M53 postao njegova identična kopija.

## Karakteristike
Zastava M53 može se montirati na postolje koje se počelo proizvoditi godinu dana prije samog oružja a bilo je predviđeno za njemački MG 42 kojeg je JNA zarobila tijekom 2. svjetskog rata ili dobila od Sovjetskog Saveza. Pri uporabi strojnice montirane na postolje, strijelac mora imati dva pomoćnika. Jedan je zadužen za pridržavanje redenika na putu od kutije do uvodnika (jer se s postolja obično gađa dužim rafalima nego s nožica) a drugi je zadužen za punjenje ispražnjenih redenika i dopremu streljiva (u slučaju da posadi nije dodijeljen donositelj streljiva odnosno treći pomoćnik). 
Spomenuti rat je pokazao da je M53 uz pažljiv odnos prema oružju i upotrebljavanom streljivu, djelovao jednako dobro kao i suvremenije strojnice poput Zastave M84 i PKM-a koji su po svojim taktičko-tehničkim svojstvima većinom bolji od M53.

## Korisnici

### Sadašnji korisnici
- Srbija: Vojska Srbije.
- Hrvatska: Hrvatska vojska koristila je ove mitraljeze u Domovinskom ratu, a u sastav vojnih postrojba došli su zapljenom iz bivših skladišta JNA.
- Sjeverna Makedonija: makedonska vojska.
- Irak: oružje se izvozilo u zemlju tijekom 1980-ih te je intenzivno korišteno tijekom Iransko-iračkog i Zaljevskog rata a kasnije i tijekom drugog zaljevskog rata.[2]

### Bivši korisnici
- SFRJ: JNA
- SR Jugoslavija /  Srbija i Crna Gora

## Vanjske poveznice
- Iz zbirki vojnog muzeja - Strojopuška Zastava M 53  Arhivirana inačica izvorne stranice od 3. prosinca 2013. (Wayback Machine)